# كورت بيكر
كورت بيكر (بالإنجليزية: Kurt Baker)‏ هو مغني أمريكي، ولد في 31 يناير 1987 في بورتلاند في الولايات المتحدة.